# Скрам, Амалия
Амалия Скрам (22 августа 1846, Берген — 15 марта 1905, Копенгаген) — датско-норвежская писательница-романистка.

## Биография
Амалия Скрам родилась в Норвегии; её отец бросил семью, в которой было, помимо Амалии, ещё пять детей, когда ей было 17 лет, эмигрировав в США, чтобы избежать тюрьмы. Была насильно выдана замуж за норвежского отставного капитана и фабриканта Августа Мюллера, бывшего намного старше неё. Разведшись в 1877 году (после 13 лет брака, рождения двух сыновей, нервного срыва из-за неверности и издевательств со стороны мужа и нескольких лет, проведённых вследствие срыва в психиатрической больнице), она переехала с сыновьями в Христианию, в том же году дебютировав в печати. В 1884 году вступила во второй брак с датским журналистом Эриком Скрамом (р. в 1847 году, автор новеллы «Gertrude Coldbjörnsen», 1879) и переехала с ним в Копенгаген. В браке родила дочь, но в 1894 году её нервное заболевание вновь обострилось, вследствие чего она оказалась в лечебнице в Роскилле. В 1900 году брак закончился разводом, чуть более пяти лет спустя она умерла.
Известна рядом романов, отличавшихся смелым для своего времени содержанием, местом действия которых преимущественно служит Норвегия. Наиболее известные произведения: «Констанция Ринг» (1884), «Фру Инее» (1891), «Преданная» (1892), посвящённые проблемам семейной жизни, и цикл романов «Люди из Хеллемюра» (тома I—IV, 1885—1898), где в натуралистической манере показана история подъёма и упадка семьи и критикуется мораль буржуазного общества. В романах «Профессор Ииеронимус» (1895) и «Больница Святого Иоргена» (1896) она впервые в скандинавской литературе подняла проблему взаимоотношения общества и душевнобольных людей, что вызвало серьёзный общественный резонанс и споры. В соавторстве со своим вторым мужем она написала пьесу «Fjäldmennesker» (1889). Ряд её романов до Октябрьской революции был переведён на русский язык.